# Matteo Moschetti
Matteo Moschetti, nascido a 14 de agosto de 1996, é um ciclista italiano nascido em Milão, membro da equipa Trek-Segafredo. Em seu primeiro ano como profissional conseguiu a sua primeira vitória ao se impor na primeira etapa do Tour de Antalya e repetir vitória na quarta etapa da mesma carreira.
Depois de grandes resultados na sua primeira temporada como profissional, conseguiu assinar um contrato de dois anos com a equipa Trek-Segafredo de categoria UCI World Team a partir da temporada de 2019.

## Palmarés
2018
- 2 etapas do Tour de Antalya
- Grande Prêmio Internacional de Rodas
- 1 etapa da Volta a Rodas
- 2 etapas do Volta à Normandia
- ZLM Tour
- 1 etapa da Volta a Burgos
- 1 etapa do Tour do Hungria

## Resultados nas Grandes Voltas
| Carreira        | 2018 | 2019 |
| --------------- | ---- | ---- |
| Giro d'Italia   | -    |      |
| Tour de France  | -    | -    |
| Volta a Espanha | -    | -    |

-: não participa 

Ab.: abandono 